# Elisabeth van Brandenburg (1451-1524)
Elisabeth van Brandenburg (1451-1524) was een dochter van keurvorst Albrecht Achilles van Brandenburg en diens eerste echtgenote Margaretha van Baden. Zij huwde in 1467 met hertog Everhard II van Württemberg, maar het paar had geen kinderen.